# Лэнг, Стивен
Стивен Лэнг (англ. Stephen Lang; род. 11 июля 1952, Нью-Йорк, Нью-Йорк) — американский актёр, начал свою карьеру в театре на Бродвее, но на сегодняшний день он больше известен как актёр, сыгравший полковника Майлза Куоритча из фильма «Аватар» Джеймса Кэмерона и Айка Клентона в фильме «Тумстоун: Легенда Дикого Запада». Также известен благодаря роли командующего Натаниэля Тейлора в телесериале «Терра Нова» (2011).

## Ранние годы
Лэнг родился в Нью-Йорке в семье Терезы (урождённой Фольмер) и Юджина Лэнга, видного предпринимателя и филантропа. Мать Лэнга ирландского католического происхождения, а отец еврей (дедушка Лэнга был выходцем из Венгрии). Отец Лэнга пожертвовал более 150 миллионов долларов на благотворительность и не оставил наследства своим детям.
Лэнг учился в 178-й государственной (бесплатной) школе в Куинсе. В 1973 году окончил престижный частный Суортмор-колледж (штат Пенсильвания) со степенью в области английской литературы. 30 мая 2010 года колледж присудил ему почётную учёную степень в знак признания его выдающейся карьеры в театре, на телевидении и в кино; на той же церемонии его младший сын, Ноа, получил степень бакалавра. Лэнг также является почётным доктором гуманитарных наук в Университете Джэксонвилла.

## Карьера
Лэнг играл Харольда «Хэппи» Ломана в 1984 году в бродвейской постановке «Смерть коммивояжёра», а в 1986 году появился в первом телефильме о Ганнибале Лектере «Охотник на людей» в роли репортёра Фредди Лаундса. Он играл прокурора Дэвида Абрамса в телесериале «Криминальные истории» (1986—1988). Он сыграл главную роль в фильме NBC «Бейб Рут» (1991).
В 1992 году он был номинирован на премию «Тони» за ведущую роль в пьесе «Скорость тьмы». Его роль в фильме «Последний поворот на Бруклин» (1989) принесла ему признание критиков и слухи об «Оскаре», но ограниченный выпуск фильма помешал добиться более широкой известности. На сцене он был первым, кто играл роль полковника Нейтана Джессапа в пьесе «Несколько хороших людей». Он является лауреатом более половины дюжины театральных наград, включая премии «Драма Деск» и Хелен Хейс.
С 2004 по 2006 годы Лэнг был художественным руководителем (наряду с Карлин Глинн и Ли Грант) знаменитой Актёрской студии в Нью-Йорке.
Лэнг сыграл одну из ключевых ролей в мини-сериале «Бронкс горит», а также роли в независимых фильмах «Спаси меня», «Ринг» и других. Он сыграл главного злодея полковника Майлза Куоритча в научно-фантастическом фильме «Аватар» Джеймса Кэмерона. Также сыграл злодея Халара Зи́ма в фильме «Конан-варвар» (2011). В феврале 2012 года он сыграл отца Мэри Шеннон в трёх эпизодах телесериала «В простом виде». В 2013 году Лэнг сыграл одну из главных ролей в телевизионной драме канала ABC «Безрассудный» режиссёра Мартина Кэмпбелла.

## Личная жизнь
С 1 июня 1980 года Лэнг женат на художнице по костюмам и педагоге Кристине Уотсон. У пары четверо детей: Люси, Дэниел, Ноа и Грейс.

## Избранная фильмография
| Год       |    | Русское название                      | Оригинальное название                   | Роль                             |
| --------- | -- | ------------------------------------- | --------------------------------------- | -------------------------------- |
| 1985      | тф | Смерть коммивояжёра                   | Death Of A Salesman                     | Харольд «Хэппи» Ломан            |
| 1986      | ф  | Охотник на людей                      | Manhunter                               | Фредди Лаундс                    |
| 1986—1988 | с  | Криминальные истории                  | Crime Story                             | Дэвид Абрамс                     |
| 1989      | ф  | Последний поворот на Бруклин          | Last Exit to Brooklyn                   | Гарри Блэк                       |
| 1991      | ф  | Напролом                              | The Hard Way                            | Кайфолом                         |
| 1993      | ф  | Геттисберг                            | Gettysburg                              | генерал Джордж Пикетт            |
| 1993      | ф  | Тумстоун: Легенда Дикого Запада       | Tombstone                               | Айк Клентон                      |
| 1995      | с  | Принц из Беверли-Хиллз                | The Fresh Prince of Bel-Air             | преступник-стрелок               |
| 1995      | ф  | Легенды дикого запада                 | Tall Tale                               | Джонас Хакетт                    |
| 1995      | тф | Наследие зла                          | The Possession of Michael D.            | Майкл                            |
| 1995      | ф  | Поразительные приключения панды       | The Amazing Panda Adventure             | Майкл Тайлер                     |
| 1997      | с  | За гранью возможного                  | The Outer Limits                        | доктор Джеймс Хоутон             |
| 1997      | ф  | Огонь из преисподней                  | Fire Down Below                         | Эрл Келлогг                      |
| 1999      | ф  | История плохого мальчика              | Story of a Bad Boy                      | Спрайос                          |
| 2002      | ф  | Детоксикация                          | D-Tox                                   | Джек Беннетт                     |
| 2003      | ф  | Боги и генералы                       | Gods and Generals                       | генерал «Каменная Стена» Джексон |
| 2003      | с  | Закон и порядок: Специальный корпус   | Law & Order: Special Victims Unit       | Майкл Бакстер                    |
| 2004      | ф  | Внутри моей памяти                    | The I Inside                            | мистер Тревитт                   |
| 2005      | с  | Закон и порядок                       | Law & Order                             | Терри Дорн                       |
| 2007      | ф  | Спаси меня                            | Save Me                                 | Тед                              |
| 2009      | ф  | Джонни Д.                             | Public Enemies                          | Чарльз Уинстед                   |
| 2009      | с  | Закон и порядок: Преступное намерение | Law & Order: Criminal Intent            | Аксель Касперс                   |
| 2009      | ф  | Безумный спецназ                      | The Men Who Stare at Goats              | генерал Дин Хопгуд               |
| 2009      | с  | Ясновидец                             | Psych                                   | мистер Саламантчла               |
| 2009      | ф  | Аватар                                | Avatar                                  | полковник Майлз Куоритч          |
| 2010      | ф  | Белые ирландские пьяницы              | White Irish Drinkers                    | Патрик Лири                      |
| 2011      | ф  | Конан-варвар                          | Conan the Barbarian                     | Халар Зим                        |
| 2006      | ф  | Однажды эта боль принесёт тебе пользу | Someday This Pain Will Be Useful to You | Барри Роджерс                    |
| 2011      | с  | Терра Нова                            | Terra Nova                              | Натаниэль Тейлор                 |
| 2013      | ф  | Пешка                                 | Pawn                                    | Чарли                            |
| 2013      | ки | —                                     | Call of Duty: Ghosts                    | Элайас Уокер                     |
| 2014      | мф | Реальная белка                        | The Nut Job                             | Перси «Кинг» Димплвид            |
| 2014      | в  | Морпехи 2: Поле Огня                  | Jarhead 2: Field of Fire                | майор Гэвинс                     |
| 2014      | ф  | Двойная игра                          | Gutshot Straight                        | Даффи                            |
| 2014—2017 | с  | Салем                                 | Salem                                   | Инкриз Мэтер                     |
| 2015      | ф  | Реверс 666                            | Exeter                                  | отец Конуэй                      |
| 2015      | ф  | В тисках                              | Gridlocked                              | Корвер                           |
| 2015—2018 | с  | В пустыне смерти                      | Into the Badlands                       | Уолдо                            |
| 2016      | ф  | Не дыши                               | Don’t Breathe                           | слепой старик Норман Нордстром   |
| 2016—2017 | с  | Оттенки синего                        | Shades of Blue                          | Терренс Линклейтер               |
| 2017      | ф  | Недруги                               | Hostiles                                | полковник Абрахам Биггс          |
| 2018      | ф  | Дикий                                 | Braven                                  | Линден Брейвен                   |
| 2018      | ф  | Хроники хищных городов                | Mortal Engines                          | Шрайк                            |
| 2019      | с  | Новичок                               | The Rookie                              | шеф Уильямс                      |
| 2019      | ф  | Ветераны зарубежных войн              | VFW                                     | Фред Паррас                      |
| 2021      | ф  | Не дыши 2                             | Don’t Breathe 2                         | слепой старик Норман Нордстром   |
| 2021      | ф  | Ученик экзорциста                     | The Seventh Day                         | архиепископ                      |
| 2022      | ф  | Не дыши: Начало                       | Old man                                 | Старик                           |
| 2022      | ф  | Аватар: Путь воды                     | Avatar: The Way of Water                | полковник Майлз Куоритч          |
| 2025      | ф  | Аватар: Огонь и пепел                 | Avatar: Fire and Ash                    | полковник Майлз Куоритч          |
| 2025      | ф  | Дом Давида                            | House of David                          | Самуил                           |
| 2029      | ф  | Аватар 4                              | Avatar 4                                | полковник Майлз Куоритч          |